# Жуліо Сезар Мендіш Морейра
Жуліо Сезар Мендіш Морейра (порт. Júlio César Mendes Moreira, нар. 19 січня 1983, Позу-Алегрі, Бразилія) — бразильський футбольний захисник клубу «Калдас-Новас».

## Кар'єра
Професійну кар'єру розпочав 2000 року у бразильському клубі КРАК. З 2006 року продовжив виступи у Європі, спочатку в болгарському клубі «Беласиця», а згодом у клубах Турецької Суперліги «Денізліспор», «Ескішехірспор» та «Коджаеліспор». У 2009 році знову виступав у Болгарії, цього разу у складі клубу «Монтана».
На початку 2010 року перейшов до клубу української вищої ліги «Металург» (Донецьк), уклавши з ним контракт на 2,5 роки. Втім, провівши у Донецьку лише півроку та зігравши у двох матчах чемпіонату України, гравець отримав статус вільного агента і в серпні перейшов у індонезійський клуб «Срівіджая».
2011 року повернувся на батьківщину, де виступав за клуби «Бетін», «Салгейру», «Метрополітано» та «Сентрал».
У січні 2014 року Сезар повернувся до Європи, ставши гравцем бакинського «Равана» і провів цілий рік в Азербайджанській Прем'єр-лізі. Після цього на початку 2015 року футболіст повернувся на батьківщину, ставши гравцем клубу «Калдас-Новас».